# 溫柳媚
溫柳媚（英語：Wen Lau-mei，1948年1月31日—）
，前香港女藝人，目前已淡出演藝界。

## 背景
溫柳媚在1964年畢業於上環聖恩英文書院小學部下午校。她在1969年從第三期麗的映聲藝員訓練班畢業，從而加入娛樂圈。1975年，溫柳媚轉投無線電視，曾是頗受重用的花旦，代表作爲單元劇《民間傳奇》中的聶小倩。1979年7月，正值演藝事業上升期的溫柳媚在乘坐友人的座駕時遭遇車禍，頭部被撞至爆裂。雖經過搶救後保住了性命，但這次頭部的重創所留下的後遺症，致使溫柳媚在此後二十餘年間需要不斷接受腦部手術，亦導致她的演藝生涯從此結束。而腦部手術的昂貴開支亦漸令溫柳媚的經濟狀況陷入困境，不時需要圈內人士的救濟才能度過難關。2003年，溫柳媚申請破產。此後，溫柳媚積極參與慈善活動，幫助老弱低下層。

## 演藝作品

### 電視劇（麗的電視）
| 年份   | 劇名     | 角色 |
| 1974年 | 紫色幽靈 |      |
| 1975年 | 天倫刦   |      |

### 電視劇（無線電視）
| 年份   | 劇名                                                 | 角色             |
| 1975年 | 經紀日記                                             |                  |
| 1975年 | 民間傳奇之聶小倩                                     | 聶小倩           |
| 1976年 | 少年十五二十時                                       | 柏杜妮           |
| 1976年 | 楊貴妃                                               | 楊玉意           |
| 1976年 | 家家有本難唸的經之為人子者                           | 余艷冰           |
| 1976年 | 北斗星                                               | 劉妻（第11集）   |
| 1976年 | 世界名著之簡愛                                       |                  |
| 1977年 | 男人女人                                             | Lola             |
| 1977年 | 幻海奇情之誰是兇手 幻海奇情之幻海奇情 幻海奇情之殺妻 | 假徐太 敏子 陳太 |
| 1977年 | 袋鼠絲苗為兩餐                                       | 阿英/英姐        |
| 1978年 | 袋鼠絲苗為兩餐:第二輯                                | 阿英/英姐        |
| 1978年 | 人海奇譚之整容大師                                   |                  |
| 1978年 | 陸小鳳之武當之戰                                     | 柳青青           |
| 1978年 | 契爺皇帝                                             | 格格皇后         |
| 1978年 | 小李飛刀之魔劍俠情                                   | 林詩音           |
| 1978年 | 行運一條龍                                           | May              |
| 1978年 | 萬事有我                                             |                  |
| 1978年 | 孤家寡人                                             | Margaret         |
| 1979年 | 香港地                                               | Paula            |
| 1979年 | 刀神                                                 |                  |
| 1979年 | 三跟四傍                                             |                  |
| 1979年 | 絕代雙驕                                             | 憐星宮主         |

### 電影
| 年份   | 片名           | 角色       |
| 1974年 | 販賣人口       | 袁秀       |
| 1974年 | 珠江大風暴     |            |
| 1974年 | 女魔           |            |
| 1974年 | 香港屋簷下     | 小平的媽媽 |
| 1975年 | 社女           |            |
| 1975年 | 邪魔           |            |
| 1975年 | 我在戀愛       |            |
| 1975年 | 千奇百怪俏女傭 |            |
| 1976年 | 龍家將         |            |
| 1976年 | 失魂炳與綽頭王 | 唐美美     |
| 1976年 | 風流小子       |            |
| 1976年 | 七情六慾       |            |
| 1976年 | 鬼馬世界       |            |
| 1977年 | 床上的故事     |            |
| 1977年 | 烏龍Q王        |            |
| 1978年 | 鬼馬狂潮       |            |